# رمز (بازی ویدئویی)
در بسیاری از بازی‌های ویدئویی دهه‌های ۱۹۸۰ و ۱۹۹۰، از رمز هایی برای انتخاب لول شروع یا بازگرداندن بازی به حالت خاصی استفاده می‌شود. چنین رمزهایی زمانی به بازیکن داده می‌شود که یک مرجله از بازی را تمام کند، یا زمانی که از همه ادامه‌ها استفاده می‌شود. رمزها از بسیاری جهات با کدهای تقلب همپوشانی دارند، اما فرقشان این است که رمزهای را از کدها با دریافت شده به‌طور مستقیم از بازی به جای پنهان کردن آنها در کد بازی تشخیص می‌دهند و استفاده از آن‌ها تقلب محسوب نمی‌شود. امروزه رمزها به ندرت مورد استفاده قرار می‌گیرند، زیرا تا حد زیادی توسط ذخیره بازی جایگزین شده‌اند.

## منطق و تاریخ
رمزها زمانی استفاده می‌شد که ذخیره‌سازی غیرممکن یا گران بود. در کارتریج‌های ROM اولیه، بازی‌ها را نمی‌توان بدون ادغام کارت حافظه اضافی در بازی ذخیره کرد، که به‌طور قابل توجهی هزینه ساخت را افزایش می‌دهد (اغلب دوبرابر). با استفاده از رمزهای عبور، نیازی به نوشتن هیچ چیز روی کارتریج نبود، زیرا رمز خود حاوی تمام اطلاعات مورد نیاز برای ادامه بازی بود و بنابراین نیازی به کارت حافظه نبود و هزینه‌ها را کاهش می‌داد. این هزینه‌ها به ویژه در مورد عناوین کم حجم توسط توسعه دهندگان شخص ثالث کوچکتر نگران کننده بود.
با ظهور رسانه‌های مبتنی بر نوری در انتهای عصر ۱۶ بیتی، داده‌ها را نمی‌توان در رسانه‌های بازی ذخیره کرد و یک بازی ذخیره شده نیاز به معرفی حافظه غیرفرار به کنسول یا به شکل حافظه داخلی داشت. یا کارت‌های حافظه (که هر دو با سگا سی‌دی معرفی شدند) که داده‌های بازی را پس از خاموش شدن سیستم ذخیره می‌کردند. رمزها از نیاز به این امر جلوگیری کردند.
در نسل پنجم کنسول‌های بازی ویدیویی، رمزها استفاده عملی را در حفظ بلوک‌های حافظه حفظ کردند. بازی‌های پلتفرم و پازل اغلب به هیچ داده‌ای نیاز نداشتند تا به جز مرحله تمام شده که به راحتی در یک رمز عبور ساده رمزگذاری می‌شد ذخیره شود و بنابراین استفاده از یکی از بلوک‌های محدود برای این داده‌ها به‌عنوان بیهوده تلقی می‌شد. مهمتر از آن، برخی از کنسول‌های آن زمان، مانند پلی‌استیشن و جگوار سی‌دی، حافظه‌ای برای ذخیره‌سازی در دسترس نداشتند و نیاز به خرید کارت‌های حافظه که به‌صورت جداگانه فروخته می‌شد، می‌تواند مانعی برای خرید یک بازی باشد.
برخی از بازی‌های ویدیویی مدرن هنوز از رمزها به عنوان ادای احترام به روزهای اولیه بازی یا برخی مزیت‌های دیگر استفاده می‌کنند، اما اکنون نادر هستند.
رکزها، مانند بازی‌های ذخیره‌شده، عمدتاً برای سیستم‌های خانگی استفاده می‌شوند، اما در بازی‌های آرکید استفاده می‌شوند، مانند Gauntlet Legends که از رمزها برای ثبت آمار/توانایی‌ها و پیشرفت بازیکن استفاده می‌کند.

## غیر الفبایی
سیستم‌های رمز غیر الفبایی بسیار امکان‌پذیر است. به جای رشته‌ای از حروف و اعداد، سیستم‌های مبتنی بر شبکه در دهه ۱۹۸۰ به محبوبیتی دست یافتند که اغلب به شکل جدولی از نقاط رنگی یا نمادهای دیگر بود. یکی از بازی‌های نسبتاً جدید که از رمز عبور شبکه‌ای ۳ ×۳ برای هر سطح استفاده می‌کند، بازی Chunsoft's Zero Escape: Virtue's Last Reward است که در سال ۲۰۱۲ منتشر شد. با وجود زیبایی‌شناسی، این نمادها معمولاً از نمادهای کمتری استفاده می‌کردند، حتی به اندازه دو نماد، و بنابراین نسبتاً ناکارآمد بودند.

## طول رمزها
اگر پیشرفت بازیکن فقط از یک متغیر مانند شماره مرحله تشکیل شده باشد، یک رمز کوتاه مانند یک کلمه کافی است.
الگوریتم‌ها می‌توانند داده‌های ذخیره‌شده حاوی متغیرهای بزرگ را فشرده، رمزگذاری و در غیر این صورت دستکاری کنند. هرچه الگوریتم رمزگذاری کمتری داشته باشد، بازیکنان راحت‌تر متوجه الگوهایی می‌شوند، مانند یک افزایش در هر سطح. سپس آنها می‌توانند از این الگوها برای تقلب یا حتی شکست دادن بازی سوء استفاده کنند. با کمی شانس، حتی یک رمز طولانی را می‌توان به‌طور تصادفی کشف کرد، همان‌طور که در مورد کد بدنام جاستین بیلی از Metroid وجود داشت.
در حالی که هر اطلاعات ذخیره شده به فرم رمز قابل تبدیل است، فقط برای پیشرفت بازی متشکل از متغیرهای کمتر یا کوچکتر عملی است. گذرواژه‌های طولانی مورد نیاز بازی‌هایی مانند بازی‌های نقش آفرینی با متغیرهای بزرگ، در نهایت مزایای استفاده از تولید رمز را از بین می‌برد.

### زبانشناسی ترکیبی
از آنجایی که یک بازیکن با رمز یک واحد کاراکتر کار می‌کند، یکی از راه‌های ساده کردن رمز برای استفاده بازیکن، کوتاه کردن آن، به حداقل رساندن طول رمز و به حداکثر رساندن مجموعه نمادهای موجود است که از نظر اطلاعاتی متراکم تر می‌شود.
زبان‌هایی با نمودارهای بیشتر می‌توانند راحت‌تر از این بهره‌برداری کنند. فمیکام ژاپنی انیکس در سال‌های ۱۹۸۶ و ۱۹۸۷ دو بازی بسیار موفق RPG Dragon Quest خود را منتشر کرد که از گذرواژه‌های متشکل از ۶۴ هیراگانا استفاده کردند. با این حال، سومین بازی در سال ۱۹۸۸ از این سری و نسخه‌های بین‌المللی نینتندو از دو بازی اول برای ان ای اس در سال‌های ۱۹۸۹ و ۱۹۹۰ از ذخیره‌های باتری پشتیبانی می‌کردند.
این ممکن است تا حدی با استفاده از نمادشناسی مقایسه ای انگلیسی-ژاپنی توضیح داده شود:
- انگلیسی • ۶۲ علامت در صورت استفاده از همه (بدون شامل علائم نگارشی):
  - اعداد • ۱۰ رقمی
  - الفبا • ۲۶ حرف (یا ۵۲ با هر دو مورد)
- ژاپنی • ۲۲۸ علامت در صورت استفاده از همه (به استثنای علائم نگارشی یا کانجی):
  - اعداد • ۱۰ رقمی
  - هیراگانا و کاتاکانا • ۴۶ تا ۸۳ هر کدام (۹۲ تا ۱۶۶ ترکیبی)
    - ۴۶ پایه کانا (یا ۴۸ با ندرت استفاده می‌شودゐوゑ)
    - ۹ یا ۱۰ کانای کوچک، "ぁぃぅぇぉっゃゅょ" و "ゎ" که به ندرت استفاده می‌شود.
    - ۲۵ صدای کانا، مانند "が" و "ぱ"

  - روماجی • ۲۶ حرف (یا ۵۲ حرف با هر دو مورد)

Stargate در سال ۱۹۹۵ برای سگا مگا درایو از واژه‌نگاشت برای رمز استفاده می‌کرد که شماره مرحله را ذخیره می‌کرد.
Earthworm Jim Special Edition و Earthworm Jim 2 دارای سیستم رمز با استفاده از مجموعه ای از نمادهای مربوط به بازی‌ها بودند.

## استفاده مدرن
استفاده از رمزها برای ذخیره پیشرفت به‌طور کلی با سیوهای بازی جایگزین شده‌است، در حالی که رمزها نقش متمایز اضافه کردن کاراکترها، وسایل نقلیه یا سلاح‌های اضافی را به عهده گرفته‌اند. به عنوان مثال، در انیمال کراسینگ، رمز عبور برای دادن اقلام به دوستان استفاده می‌شود. بازیکنان می‌توانستند یک آیتم را با یک رمز معامله کنند و دوستشان می‌توانست رمز را برای دریافت همان کالا وارد کند. تعداد انگشت شماری از بازی‌ها، مانند نسخه PC-Engine Ys I & II، علاوه بر ذخیره بازی معمولی، دارای ویژگی رمز عبور هستند. در Shin Megami Tensei: Strange Journey، هر شیطانی که بازیکن می‌تواند داشته باشد دارای یک رمز منحصر به فرد متشکل از سی و دو کاراکتر است که می‌تواند برای احضار آن شیطان از Compendium استفاده شود، حتی اگر بازیکن هرگز با آن برخورد نکرده باشد. اگر شیطانی که از طریق فیوژن ایجاد شده‌است مهارت‌های متفاوتی نسبت به نسخه معمولی خود داشته باشد، رمز عبور متفاوتی همراه با رمز اصلی در Compendium ذخیره می‌شود که به بازیکنان امکان می‌دهد شیاطین سفارشی را ذخیره کنند.
بسیاری از بازی‌های آرکید، مانند بازی آرکید Initial D، از هش استفاده می‌کنند تا افراد بتوانند سریع‌ترین زمان‌های دور خود را به جدول امتیازات آنلاین ارسال کنند (اگرچه Initial D از یک کارت مغناطیسی اختصاصی برای ذخیره داده‌های کاربر استفاده می‌کند). هش برای جلوگیری از جعل زمان دور توسط افراد استفاده می‌شود. سپس رمز عبور را می‌توان در یک وب سایت وارد کرد تا زمان به صورت آنلاین اضافه شود. یک جایگزین برای این است که کنسول‌های آرکید به شبکه (اتصال به اینترنت) مانند سیستم سرگرمی الکترونیکی کونامی متصل شوند.
در حالت‌های وارکرفت ۳ نیز رایج است، جایی که ذخیره داده‌ها بین بازی‌ها عملاً غیرممکن است، اما تولید و خواندن رمزها غیرممکن است.